# アウースル・ウトックアンの不運
『アウースル・ウトックアンの不運』（アウースル・ウトックアンのふうん、原題：英: The Weird of Avoosl Wuthoqquan）は、アメリカ合衆国のホラー小説家クラーク・アシュトン・スミスによる短編ホラー小説。1931年12月までには完成しており、『ウィアード・テールズ』1932年6月号に掲載された。スミスのハイパーボリア作品のひとつ。

## あらすじ
コモリオムの金貸しであるアウースル・ウトックアンに、乞食が恵みを求めて哀願する。アウースルが冷淡に断ると、乞食は態度を豹変させてアウースルの破滅を予言するも、アウースルは全く相手にせず追い払う。
数ヶ月後、アウースルは異邦人の商人から、2つのエメラルドを買い取る。アウースルは客の素性を盗賊と推測し、盗品を処分したがっているという思惑を見越し、実際の価値をはるかに下回るだろう安値での入手に成功する。夜、アウースルが宝石を並べて悦に入っていると、買い取ったエメラルドが転がり出して、家の外へと飛び出す。アウースルは追うが、転がる宝石にはまるで不思議な力がかかっているようであり、やがてコモリオムから出て、外の地域へ、続いて森の洞窟に入っていく。
アウースルが宝石を追って入り込んだ洞窟の中には、宝石が溢れかえっていた。だがアウースルは宝石の海に呑まれ、身動きがとれなくなる。そこに怪物が姿を現し、数日前に盗賊が盗み出した宝石を、魔力で呼び返したと説明する。怪物は続いて、痩せさらばえた盗賊を逃したことで代わりに肥えた男がやって来た事態を喜び、宝石の海からアウースルを引きずり出してそのまま喰らう。

## クトゥルフ神話との関連
スミスはオーガスト・ダーレスからの質問に1937年4月13日付の書簡で回答し、ツァトゥグァが関与する作品として「サタムプラ・ゼイロスの物語」「魔道士エイボン」「アタマウスの遺言」「アゼダラクの聖性」「七つの呪い」の5篇を挙げたが、「アウースル・ウトックアンの不運」には言及していない。しかしながら本作に登場する怪物は「ツァトゥグァの黒き祭壇にかけて」と発言しており、何らかの関係はあるものと思われる。

## 主な登場人物・用語
- アウースル・ウトックアン - 金貸し。大陸最大の富豪にして、強欲な守銭奴。裕福な肥満体の男。
- 乞食 - 冒頭、アウースルに恵みを求めるも拒否されたことで、破滅を予言する。
- 異邦人の商人 - アウースルの元にエメラルドを売りに来た客人。正体は盗賊。
- 怪物 - ずんぐりした体に、蟇蛙めいた顔の生物。巨大な烏賊の触腕が生えており、人語を解する。洞窟に財宝を貯め込んでいる。

## 収録
- 『ヒュペルボレオス極北神怪譚』創元推理文庫、大瀧啓裕訳
- 『魔術師の帝国2 ハイパーボリア篇』ナイトランド叢書、安田均訳「アブースル・ウトカンの悲惨な運命」
- 『アトランティスの呪い』ポプラ社文庫、榎林哲訳「二つのエメラルド」